# Babil de Pamplona
Babil, Babilas o Babilés (nombre de origen semítico que se difundió en griego y posteriormente fue latinizado como Babylas o Babilas), fue un obispo de Pamplona del siglo VIII que tuvo que escapar hacia Toledo después de la invasión árabe de la península ibérica en el 711. Se trasladó a Villaviciosa de Odón, a un lugar que hoy día pertenece a Boadilla del Monte (Madrid), dedicándose entre otras actividades, a la enseñanza. La tradición señala que el 30 de octubre de 715 fue torturado y decapitado por los árabes junto a dos compañeros y ochenta niños a los que enseñaba.

## San Babil de Pamplona, obispo y mártir

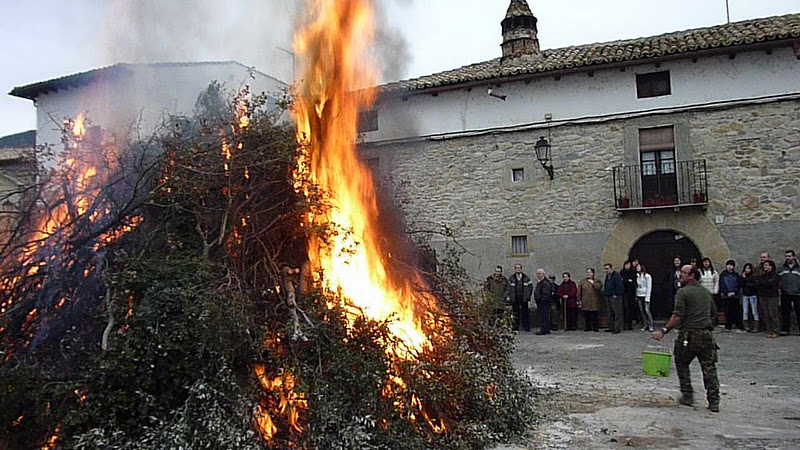
Hoguera de san Babil en el año 2010. Sigüés.

San Babil es un santo de gran devoción en Navarra y Aragón, donde es tenido por patrono de cojos y reumáticos, y en varias poblaciones de la Comunidad de Madrid. Los testimonios que defienden la existencia en España de este san Babil, san Babilas o san Babilés son muy diferentes entre sí: algunos lo identifican con el martirizado en la persecución de Decio, otras lo localizan en la invasión musulmana del siglo VIII o un episodio posterior del siglo IX, casi todas lo identifican como obispo de Pamplona, aunque reflejan que tuvo que huir a Toledo; alguna lo hace nacer en Cascante..., y todas han sido puestas en duda desde la crítica histórica (Nicolás Antonio).
Para Juan Tamayo de Salazar era un "varón de formidable erudición aunque algo averiada", nació en Pamplona, fue nombrado obispo y predijo la ruina de España a manos de los árabes por los pecados de los hombres. Huye Pamplona a Toledo en el año 715, y tras retirarse a vivir a un apartado lugar, le confiaron la educación de numerosos niños cristianos. Pero los moros invadieron la escuela y lo mataron junto a 80 de sus niños el 30 de octubre del año 715. El padre Gregorio de Argaiz, que parece confundir a Babil con el obispo Valente de Pamplona, supone que san Babil murió mártir junto a tres niños: Lodero, Faustino y Lupo.
El padre Isla, traductor de los 12 tomos del Año Cristiano del padre Croisset, añade: «En este día (24 de enero) se celebra en la villa de Odón (Villaviciosa de Odón), distante tres leguas de la Corte de Madrid, la fiesta de San Babilas o Babilés, según le nombran los naturales del mismo pueblo; de quien nos dicen varios escritores de la nación que se hallaba Obispo de Pamplona en la desgraciada era que cayó aquella capital del reino de Navarra en poder de los mahometanos». Insiste además en diferenciar el santo navarro del de Antioquía: «Desde cuyo tiempo (20 de octubre del año 815) se le tributa el culto debido como a uno de los insignes mártires de Jesucristo confirmándolo así la tradición constante de la villa de Odón, que le celebra como Santo propio en una ermita de su advocación no distante del mismo pueblo; por cuya razón prueban los escritores nacionales que este héroe español es distinto de otro San Babilés, Obispo de Antioquía, con quien muchos le confunden, el que floreció en el tercer siglo y padeció martirio en tiempo de Decio».
Según Julio Altadill «San Babil (natural de Cascante) que ganó su santidad y la palma del martirio dando su vida por la confesión de Cristo, con otros varios compañeros de sacrificio, entre los que también se cuenta el diácono cascantino San Valente, según el martirologio de San Gregorio Iliberitano, habiendo ocurrido el sacrificio de ambos en los tiempos de la tiránica persecución que sostuvo el emperador Diocleciano por los años 284 a 288». Enciclopedia Universal Espasa: "San Babiles Obispo y Mártir que se supone nació en Pamplona durante la reconquista. Ignórase qué Sede ocupó, sabiéndose únicamente que tuvo que abandonarla por las persecuciones de los infieles, y que se refugió en Villaviciosa, donde enseñaba las primeras letras a los niños. Junto con otros dos Obispos y 80 de sus discípulos fue degollado. Sus restos se veneran en Villaviciosa celebrándose su fiesta el 30 de octubre. Si bien el P. Croisset no menciona este Santo, su existencia está comprobada".

### Devociones locales en Navarra y Aragón
La devoción local en Cascante incluye la general creencia de que el santo nació allí, precisando incluso la calle donde nació (la del Hombo) y el lugar donde murió (el Pozo de los Mártires).
Sangüesa es una de las localidades donde san Babil ha gozado de mayor devoción. Altadill describió hace 100 años: «La ermita de San Babil o Babilas se halla al norte de la ciudad a la izquierda del río, distante un kilómetro: goza de mucha predilección».
No lejos de Sangüesa, en el monasterio de Leire, parece que hubo un altar dedicado a san Babil. Entre los oficios propios de San Salvador de Leire se registran los de San Babil, San Viril y las Santas Alodia y Nunilona. Incluso se celebraba una novena cuyo estribillo de los gozos suena de esta manera:

Pues sois médico del Cielo
Babil santo, en nuestros males.
Pare todos los mortales
Dadnos favor y consuelo.

Al norte de Pamplona, en el valle de Araquil, está la pequeña localidad de Erroz, donde su iglesia está dedicada a san Babil.
También se venera a san Babil en otras localidades como Puente la Reina (se conservan algunos exvotos de cera en la parroquia de san Pedro), Artajona (en la iglesia de la Virgen de Jerusalén tiene su sede una cofradía del Santo, cuyos miembros celebran un almuerzo con nueces y vino al terminar la misa), Tudela (ermita de san Babil), Ablitas, Cendea de Galar, Peralta (encendido de hogueras...), Cascante (bendición de cordones)...
En Sigüés (Jacetania) también se celebra el día con una gran hoguera, a la que se da tres vueltas para protegerse del reuma.
En localidades como Sangüesa y Tudela son típicos los roscos, mientras que lo es el besugo en Peralta, y los caloyos o corderos recién nacidos (comarca de Pitillas), merienda típica de los jóvenes de Pitilas por lo que el día se conoce como "San Babil caloyero".
También le rinden culto en La Venta de los Baños (Fitero) a prinvipios de julio.

### San Babilés en Boadilla del Monte
En la localidad de Boadilla del Monte (actual Comunidad de Madrid) hay una ermita de San Babilés y una tradición local que lo identifica con un santo martirizado junto a ochenta niños en el año 717. El edificio actual, del siglo  XII o XIII, fue remodelado en el siglo  XVII o XVIII. En una excavación arqueológica actual parecen haberse descubierto enterramientos datables en el siglo VIII.